# Liste der italienischen Botschafter im Vereinigten Königreich

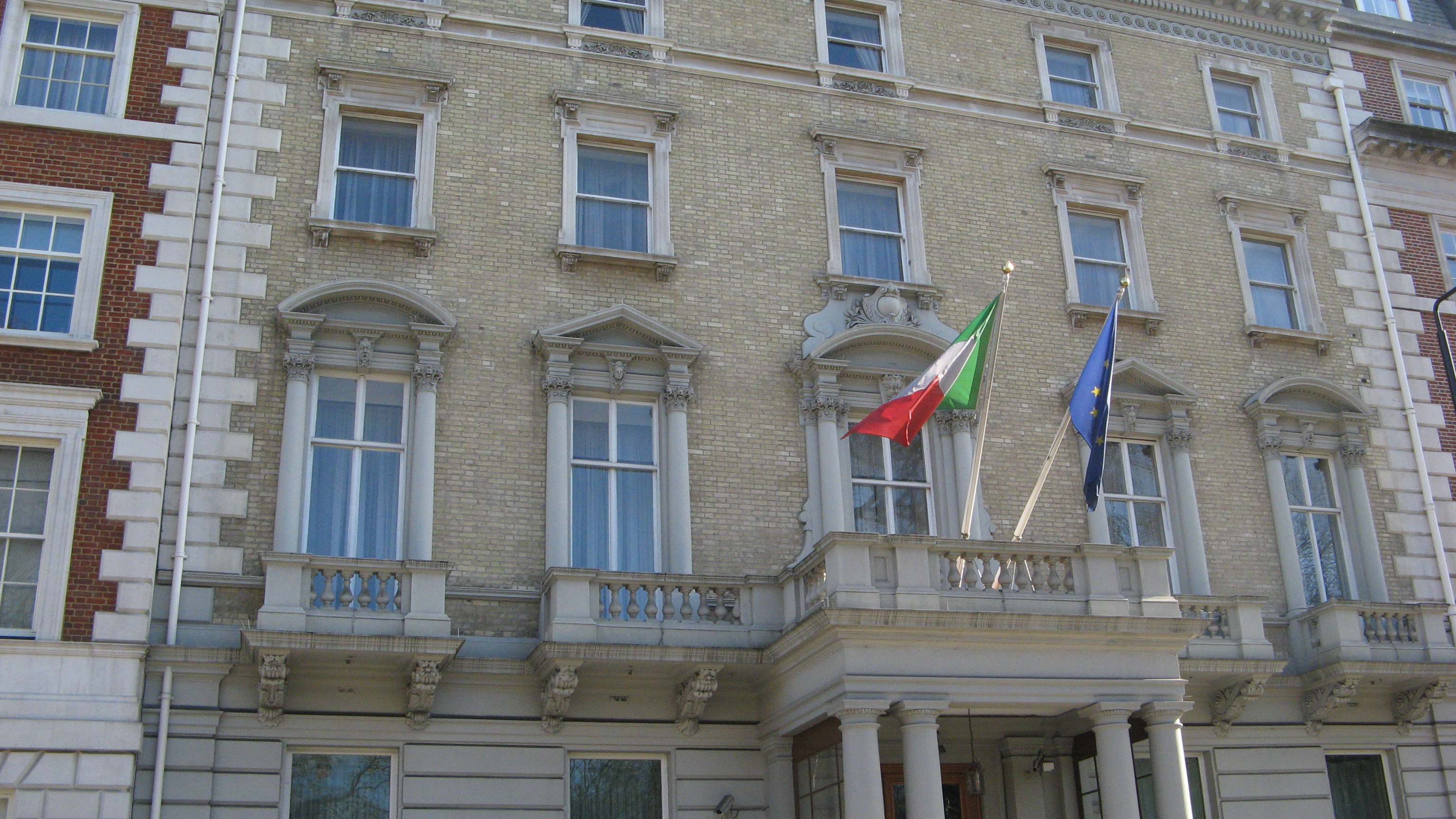
Italienische Botschaft in London

Liste der Leiter der italienischen Auslandsvertretung in London
Der italienische Ambassador to the Court of St James’s residiert in 14 Three Kings Yard, London W1K 4EH. Die postalische Adresse Three Kings Yard bezieht sich auf eine kleine Nebenstraße der Davies Street; die Botschaft befindet sich allerdings de facto am Grosvenor Square im Stadtteil Mayfair.

## Botschafter
| Ernennung / Akkreditierung | Name                                     | Bemerkungen                                                                                          | ernannt von             | akkreditiert während der Regierung von                        | Posten verlassen |
| -------------------------- | ---------------------------------------- | --- | ----------------------- | ------------------------------------------------------------- | ---------------- |
| 13. Apr. 1859              | Vittorio Emanuele Taparelli d’Azeglio    | Ministre plénipotentiaire con Lettere di credito                                                     | Urbano Rattazzi         | Henry John Temple, 3. Viscount Palmerston                     |                  |
| 26. Apr. 1869              | Carlo Cadorna                            | außerordentlicher Botschafter und Ministre plénipotentiaire con Lettere di credito                   | Urbano Rattazzi         | Benjamin Disraeli                                             |                  |
| 10. März 1876              | Luigi Federico Menabrea                  | außerordentlicher Botschafter und Ministre plénipotentiaire con Lettere di credito                   | Agostino Depretis       | Benjamin Disraeli                                             |                  |
| 19. Juli 1881              | Carlo Felice Nicolis di Robilant         | Generalvertreter, außerordentlicher Botschafter und Ministre plénipotentiaire con Lettere di credito | Agostino Depretis       | William Ewart Gladstone                                       |                  |
| 24. Dez. 1882              | Constantino Nigra                        | außerordentlicher Botschafter und Ministre plénipotentiaire con Lettere di credito                   | Agostino Depretis       | William Ewart Gladstone                                       |                  |
| 21. Feb. 1886              | Luigi Corti                              | außerordentlicher Botschafter und Ministre plénipotentiaire con Lettere di credito                   | Agostino Depretis       | William Ewart Gladstone                                       |                  |
| 13. Dez. 1888              | Tommaso Catalani                         | Geschäftsträger                                                                                      | Francesco Crispi        | William Ewart Gladstone                                       |                  |
| 12. Okt. 1889              | Giuseppe Tornielli Brusati di Vergano    | außerordentlicher Botschafter und Ministre plénipotentiaire con Lettere di credito                   | Francesco Crispi        | William Ewart Gladstone                                       |                  |
| 5. Nov. 1894               | Giulio Silvestrelli                      | Geschäftsträger                                                                                      | Francesco Crispi        | Archibald Philip Primrose, 5. Earl of Rosebery                |                  |
| 3. Feb. 1895               | Annibale Ferrero                         | außerordentlicher Botschafter und Ministre plénipotentiaire con Lettere di credito                   | Francesco Crispi        | Robert Arthur Talbot Gascoyne-Cecil, 3. Marquess of Salisbury |                  |
| 4. Sep. 1898               | Francesco de Renzis                      | außerordentlicher Botschafter und Ministre plénipotentiaire con Lettere di credito                   | Luigi Pelloux           | Robert Arthur Talbot Gascoyne-Cecil, 3. Marquess of Salisbury |                  |
| 8. März 1906               | Tommaso Tittoni                          | | Sidney Sonnino          | Henry Campbell-Bannerman                                      |                  |
| 8. Aug. 1906               | Antonio Paternò Castello di San Giuliano | | Sidney Sonnino          | Henry Campbell-Bannerman                                      |                  |
| 8. Mai 1910                | Guglielmo Imperiali di Francavilla       | Botschafter                                                                                          | Luigi Luzzatti          | Herbert Henry Asquith                                         |                  |
| 24. Nov. 1920              | Giacomo de Martino                       | Botschafter                                                                                          | Francesco Saverio Nitti | David Lloyd George                                            |                  |
| 19. Nov. 1922              | Pietro Tomasi della Torretta             | Botschafter                                                                                          | Benito Mussolini        | Andrew Bonar Law                                              |                  |
| 6. Feb. 1927               | Antonio Chiaramonte Bordonaro            | Botschafter                                                                                          | Benito Mussolini        | Ramsay MacDonald                                              |                  |
| 28. Juli 1932              | Dino Grandi                              | Botschafter, 1939 Justizminister                                                                     | Benito Mussolini        | Ramsay MacDonald                                              |                  |
| 22. Sep. 1939              | Giuseppe Bastianini                      | Botschafter                                                                                          | Benito Mussolini        | Arthur Neville Chamberlain                                    |                  |
| 17. Nov. 1944              | Nicolò Carandini                         | Botschafter con Lettere di credito                                                                   | Pietro Badoglio         | Winston Churchill                                             |                  |
| 6. Okt. 1947               | Tommaso Gallarati Scotti                 | Botschafter con Lettere di credito                                                                   | Ferruccio Parri         | Winston Churchill                                             |                  |
| 19. Okt. 1951              | Manlio Giovanni Brosio                   | | Ferruccio Parri         | Winston Churchill                                             |                  |
| 18. Nov. 1954              | Vittorio Zoppi                           | | Amintore Fanfani        | Winston Churchill                                             | 1955             |
| 1961                       | Pietro Quaroni                           | | Fernando Tambroni       | Harold Macmillan                                              | 1964             |
| 1972                       | Raimondo Manzini                         | | Giulio Andreotti        | Edward Heath                                                  |                  |
| 1975                       | Roberto Ducci                            | | Aldo Moro               | Harold Wilson                                                 | 1980             |
| 1985                       | Bruno Bottai                             | (* 10. Juli 1930 in Rom)                                                                             | Bettino Craxi           | Margaret Thatcher                                             |                  |
| 1987                       | Boris Biancheri Chiappori                | [ 3 ]                                                                                                | Amintore Fanfani        | Margaret Thatcher                                             |                  |
| 1991                       | Giacomo Attolico                         | Sohn von Bernardo Attolic, von 1988 bis 1991 Botschafter in Frankreich                               | Giulio Andreotti        | John Major                                                    | 1995             |
| 1999                       | Paolo Galli                              | (* 4. Oktober 1928)                                                                                  | Massimo D’Alema         | Tony Blair                                                    |                  |
| 2005                       | Giancarlo Aragona                        | | Silvio Berlusconi       | Tony Blair                                                    |                  |
| 6. Apr. 2010               | Alain Giorgio Maria Economides           | [ 4 ]                                                                                                | Silvio Berlusconi       | David Cameron                                                 |                  |
| 1. Mai 2013                | Pasquale Terracciano                     | | Kabinett Letta          | Kabinett Cameron II                                           |                  |
| 29. Jan. 2018              | Raffaele Trombetta                       | | Kabinett Gentiloni      | Kabinett May II                                               |                  |